# Église Saint-Palais de Saint-Palais (Gironde)
L'église Saint-Palais est une église catholique située à Saint-Palais, en France.

## Localisation
L'église est située dans le département français de la Gironde, sur la commune de Lansac.

## Historique
L'église est inscrite au titre des monuments historique en  5 octobre 1925.